# 卡爾拉大樓
卡爾拉大樓（瑞典語：Karlatornet）是一座住宅摩天大樓，位於瑞典的第二大城市哥德堡，建築高度246公尺、73層樓，於2019年動工，由著名的SOM建築設計事務所設計、Serneke公司建造。2024年正式竣工啟用。
卡爾拉大樓取代馬爾默的旋轉中心，成為瑞典以及北歐地區最高的建築物。此外也是目前歐盟境內的第六高樓。卡爾拉大樓與鄰近的建築群一同構成卡爾拉城（Karlastaden）。